# 空似言葉
空似言葉（そらにことば）とは、2言語間で形態は同じだが、意味が異なる単語や成句のこと。「偽りの友」とも呼ばれ、英語ではfalse friend、フランス語ではフォザミ（faux-ami: 「偽の友」の意味）とよばれる。同語源である場合が多く、二重語（例：トロッコ／トラック、ストライキ／ストライクなど）が成立していることもある。

## 日本語以外での例
- idiom（英、葡）「熟語」 - idioma（西）「言語」
- nombre（西）「名前」 - nombre（仏）「番号」「数」: 語源・発音は異なるが偶然のつづりの一致
- menu（仏など）「メニュー」 - Menu / Menü（独）「定食」
- Meer（独）「海」 - meer（蘭）「湖」:ドイツ語の Meer はもっぱら「海」、オランダ語の meer はもっぱら「湖」を意味する。ゲルマン系語彙だが、ロマンス語やスラヴ語とも共通[1]。
- See（独）「湖、海」 - zee（蘭）「海」:英語 sea と同源で、ゲルマン語特有の語。
- a tu per tu（伊）「面と向かって」 - a tú por tú（西）「無作法に、無遠慮に」: "tu", "tú"は「君、おまえ」という二人称代名詞。スペイン語は、敬語を使うべき相手に「君、君」とぞんざいな口を利くさまのたとえ。
- attend（英）「出席する」 - attend（仏）「待つ」: attendre の三人称単数現在形。単なるスペルの一致ではなく、同語源。
- rat（英、仏）「ネズミ」 - Rat（独）「助言」
- rock（英）「岩」 - Rock（独）「スカート」 - rock（瑞）「コート」
- roman（英）「ローマ人」 - roman（仏） / Roman（独）「長編小説」
- bra（英）「ブラジャー」 - bra（瑞）「良い」
- gut（英）「はらわた」 - gut（独）「良い」
- graffiti（伊）「掻き絵」 - graffiti（英など）「落書き」
- opus（羅）「作品」 - opus（英など）「作品番号」
- opera（羅）「作品」: opusの複数形 - opera（伊など）「歌劇」
- gift（英）「贈り物」 - Gift（独）「毒」
- kiss（英）「キス」 - kiss（瑞）「小便」
- travail（英）「辛苦、陣痛」 - travail（仏）「仕事」
- trivial（英）「些細な」 - trivial（仏）「下品な」
- warehouse（英）「倉庫」 - Warenhaus（独）「デパート・（大規模）店舗」
- I will（英）「私は～するつもりだ」 - ich will（独）「私は～したい・～がほしい」：wollenの一・三人称単数現在形
- mansion（英）「豪邸」- maison（仏）「家」：いずれもmansio（羅）「住宅」より
- building（英）「建物」- Bildung（独）「教養」：動詞形なら、build(建てる)-bilden(形成する・作り上げる、など)
- meaning（英）「意味」- Meinung（独）「意見」
- starve（英）「飢える・餓死する」- sterben（独）「死ぬ」
- deer（英）「鹿」- Tier（独） / dier（蘭）「動物」
- pain（仏）「パン」 - pain（英）「苦痛」

### 語源・発音は異なるが偶然のつづりの一致
- an（英）不定冠詞 - an（仏）「年」 - an（独）前置詞
- on（英）前置詞 - on（仏）不定代名詞
- en（仏・西）前置詞 - en（蘭）接続詞
- de (仏・西・葡)前置詞 - de（蘭）定冠詞
- of (英) 前置詞 - of（蘭）接続詞
- elf（英）「妖精」 - elf（独）「11」
- once（英）「一度」 - once（西）「11」
- kissa（芬）「猫」 - kissa（瑞）「小便する」

ケンブリッジ大学大学出版会から出ていたCambridge International Dictionary of English（1995年）にはその他さまざまな言語での例が掲載されている。

## 漢字が介在する例
日本語、中国語、朝鮮語、ベトナム語、台湾語においては、同じ漢字表記で意味が異なる言葉がこれに相当する。
- 百姓 - 中国語、朝鮮語、ベトナム語では「人々」「大衆」「庶民」
- 人参 - 中国語、朝鮮語、ベトナム語では「朝鮮人参」
- 風流 - 中国語では「色恋」とも、朝鮮語では「音楽」、ベトナム語では「金持ち」
- 東海 - 中国語では「東シナ海」、朝鮮語では「日本海」、ベトナム語では「南シナ海」
- 迷惑 - 中国語、朝鮮語では「迷い」
- 湯 - 中国語、朝鮮語では「スープ」。朝鮮語では日本語と同じ「湯」の意味にも使われる。
- 門 - 中国語、朝鮮語では、ドアの全般の意味で使われる。
- 就業 - 中国語、朝鮮語では「就職」
- 心中 - 中国語、朝鮮語では「心の中」
- 唐突 - 中国語、朝鮮語では「大胆不敵」「僭越」
- 年生 - 中国語、朝鮮語では「年生まれ」
- 女中 - 中国語、朝鮮語では「女子中学校」、台湾語では「女子高校」
- 多情 - 中国語では「感情が豊か、異性に対して移り気」、朝鮮語では「親しい」
- 音痴 - 中国語、朝鮮語では、音楽の分野でのみ使われる。
- 来日 - 中国語では「未来」、朝鮮語では「明日」。朝鮮語の「来日」は日本語の「らいじつ」に該当する。
- 愛人 - 中国語では「夫」「妻」、朝鮮語・台湾語では「恋人」
- 工夫 - 中国語では「時間」「暇」、朝鮮語では「勉強」
- 南海 - 中国語では「南シナ海」、朝鮮語では「玄界灘（および周辺海域）」
- 放心 - 中国語では「安心」、朝鮮語では「油断」
- 火車 - 中国語では「汽車」、朝鮮語では「朝鮮の武器の一種」
- 学院 - 中国語では「単科大学」、朝鮮語では「塾」「習い事教室」
- 東洋 - 中国語では「日本」、ベトナム語では「インドシナ」
- 手紙 - 中国語では「トイレットペーパー」
- 勉強 - 中国語では「無理強いする」。日本語でも「300円、勉強しときます」のように、「無理をする」から派生した用法あり。
- 走 - 中国語では「歩く」「行く」
- 机 - 「機」の簡体字: 中国語でも古くは「つくえ」を意味したが、現代中国語では「機」の簡体字としてのみ使用される。
- 正座 - 中国語では「上座」
- 光 - 中国語では、「～し尽くす」の意味もある。三光作戦を参照。
- 汽車 - 中国語では「自動車」
- 自分 - 中国語では「自らを推し量る」
- 新聞 - 中国語では「ニュース」
- 丈夫 - 中国語では「夫」
- 老婆 - 中国語では「妻」
- 大家 - 中国語では「みんな」
- 東西 - 中国語では「もの」とも
- 裁判員 - 中国語では「審判」「レフェリー」
- 書 - 中国語では「本」「書物」
- 人間 - 中国語では「世間」
- 人気 - 中国語では「人間らしさ」
- 八卦 - 中国語では「うわさ話」とも
- 出産 - 中国語では「産出」
- 出口 - 中国語では、「輸出」の意味もある。
- 輸入 - 中国語では「（文字・データの）入力」
- 階段 - 中国語では「段階」
- 平和 - 中国語では「おだやか」
- 麻雀 - 中国語では「スズメ」
- 這 - 中国語では「これ」「この」
- 和 - 中国語では「と」
- 優 - 中国語では「良い」
- 約束 - 中国語では「束縛」「拘束」
- 落花流水 - 中国語では「暮春の衰退さま」「散々な目に遭われる」「惨敗」
- 結束 - 中国語では「終わる」
- 大丈夫 - 中国語では「偉丈夫」
- 切手 - 中国語では「手を切る」
- 学長 - 中国語では「（学校の男の）先輩」
- 暗算 - 中国語では「悪巧みを図る」
- 一定 - 中国語では「必ず」
- 無料 - 広東語では　「空く」「効がない」
- 冊 - 朝鮮語、ベトナム語、台湾語では「本」「書物」
- 八方美人 - 朝鮮語では「多芸多才」「マルチタレント」
- 宇宙人 - 朝鮮語では「宇宙飛行士」
- 一回用 - 朝鮮語では「使い捨て」とも
- 春秋 - 朝鮮語では「ご年齢」
- 人事 - 朝鮮語では「挨拶」
- 青魚 - 朝鮮語では「ニシン」
- 去來 - 朝鮮語では「取引」
- 外道 - 朝鮮語では「不倫」
- 複道 - 朝鮮語では「廊下」
- 点心 - 朝鮮語では「昼食」
- 名節 - 朝鮮語では「祝日」
- 親分 - 朝鮮語では「親しみ」
- 日食 - 朝鮮語では「和食」。日本語と同じ「日食」の意味にも使われる。
- 餓鬼 - 朝鮮語では「鮟鱇」
- 饅頭 - 朝鮮語では「餃子」
- 放学 - 朝鮮語では「（学校の）休み」
- 女親 - 朝鮮語では「（恋人の関係の）彼女」
- 夜勤 - 朝鮮語では「残業」
- 折角 - 朝鮮語では「角が折れ」
- 作業 - 朝鮮語では、「ナンパ」の意味もある。『俺たち三人組』を参照。
- 船倉 - 朝鮮語では「船着き場」
- 千葉 - 朝鮮語では「千枚」
- 自慢 - 朝鮮語では「自惚れ」
- 砂糖 - 朝鮮語では「キャンディ」
- 脱毛 - 朝鮮語では「薄毛」
- 書房 - 朝鮮語では「夫」
- 串 - 朝鮮語では「岬」
- 時事 - ベトナム語では「ニュース」
- 災難 - ベトナム語では「事故」
- 時節 - ベトナム語では「天気」
- 版図 - ベトナム語では「地図」
- 監督 - ベトナム語では「社長」
- 教師 - ベトナム語では「大学教授」
- 表情 - ベトナム語では「デモ」
- 文房 - ベトナム語では「オフィス」
- 花蕊 - 台湾語では「花」
- 桌布 - 台湾語では「ぼろ」
- 親情（chhin-chiâⁿ） - 台湾語では「親族」「縁談」
- 車頭 - 台湾語では「駅」
- 昨日（cho̍h-ji̍t） - 台湾語では「おととい」
- 後生（hāu-seⁿ/hāu-siⁿ） - 台湾語では「息子」
- 少年 - 台湾語では「若い」
- 趣味 - 台湾語では「面白い」「面白さ」
- 早起 - 台湾語では「朝」「朝食」
- 大家（ta-ke/tōa-ke） - 台湾語では「姑」
- 疼痛 - 台湾語では「かわいがる」「愛しい」

## 日本語への借用語・日本語からの借用語の例
- クレーム「苦情」 - claim（英）「主張」
- ムーディ「雰囲気のある」 - moody（英）「気まぐれな」
- マンション「中レベル以上の集合住宅」 - mansion（英）「豪邸」
- アパート「中レベル以下の集合住宅」 - apartment house（英）・appartement（仏）「集合住宅」。日本語の「アパート」「マンション」両方を意味する。
- ビルディング、ビル「近代的工法による高層建築物」 - building（英）「建物」
- グローブ、グラブ「スポーツ選手が手にはめる捕球用の防具」 - glove（英）「手袋」
- カンニング「試験における不正行為」 - cunning（英）「ずる賢い」
- テンション「気合、気分の高まり」 - tension（英）「緊張、不安」
- モーニングサービス「朝食用の安価なセットメニュー」 - morning service（英）「朝の礼拝」
- ナイーブ「繊細」 - naïve（仏）「世間知らずな」
- アクメ「性的絶頂」 - acmé（仏）「頂点」
- コント「寸劇風漫才」 - conte（仏）「物語、短編」
- カルテ「診療記録」 - Karte（独）「カード、厚紙」
- アルバイト「時間労働」 - Arbeit（独）「仕事」
- ラーゲ「体位」 - Lage（独）「位置」
- ギプス「患部固定装具」 - gips（蘭）「石膏」
- カルタ「遊戯札」 - carta（葡）「文書、トランプ」
- イクラ「鮭の卵の醤油漬け」 - икра（露）「魚卵」
- ロートル「老いぼれ」 - 老頭児（中）「老人」
- hentai（英、仏、独、蘭、西、伊、葡など）「成人漫画、成人アニメ、アダルトゲーム」 - 変態
- satsuma（英、独、蘭、西、伊など）「温州みかん」 - 薩摩
- kombucha（英、仏、独、西、伊、葡など）「紅茶キノコ」 - 昆布茶
- hibachi（英）「鉄板焼き」 - 火鉢
- honcho（英）「やり手」 - 班長
- mousmé（仏）「情婦」 - 娘
- sourimi, surimi（仏）「カニ風味かまぼこ」 - すり身
- 자몽（朝）「グレープフルーツ」 - ザボン

## 発音が同じか似たような単語の例
- あさ（日）「朝」「麻」 - 아사（朝）「餓死」
- かざん（日）「火山」 - Казань（露）「地名」
- ごみ（日）「塵」 - 고미（朝）「板の一種」
- すきま（日）「隙間」 - schema（英）「図式」
- そち（日）「措置」 - 소치（朝）「いたり」 - Сочи（露）「地名」
- たこ（日）「蛸」 - taco（西）「メキシコ料理」
- ぬえ（日）「鵺」 - 누에（朝）「カイコ」
- はる（日）「春」 - 하루（朝）「一日」
- まさと（日）「名の一種」 - 마사토（朝）「真砂土」
- まる（日）「丸」 - 마루（朝）「床」
- むし（日）「虫」 - 무시（朝）「無視」「無始」「無時」
- めっし（日）「滅私」 - messi（西）「氏の一種」
- appeal（英）「特徴を表現する」「異議の申立て」 - 어필（朝）「王の文（御筆）」
- built（英）「buildの過去形」 - bild（独）「絵」「写真」
- cross（英）「十字」 - kroos（独）「氏の一種」
- dry（英）「乾く」 - drei（独）「3」
- gore（英）「残虐」 - 고어（朝）「古語」
- night（英）「夜」 - knight（英）「騎士」 - neid（独）「氏の一種」
- nougat（仏）-「菓子の一種」 - 누가（朝）「誰が」
- portal（英）「出入口」 - 포탈（朝）「逋脱」
- sarin（英）「毒ガスの一種」 - 사린（朝）「四隣」